# Unicorn (singel Noi Kirel)
Unicorn – singiel izraelskiej piosenkarki Noi Kirel, wydany cyfrowo 8 marca 2023 roku. Piosenkę napisała Kirel wraz z Doronem Medalie, Mej Sfadią i Jinonem Jahelem.

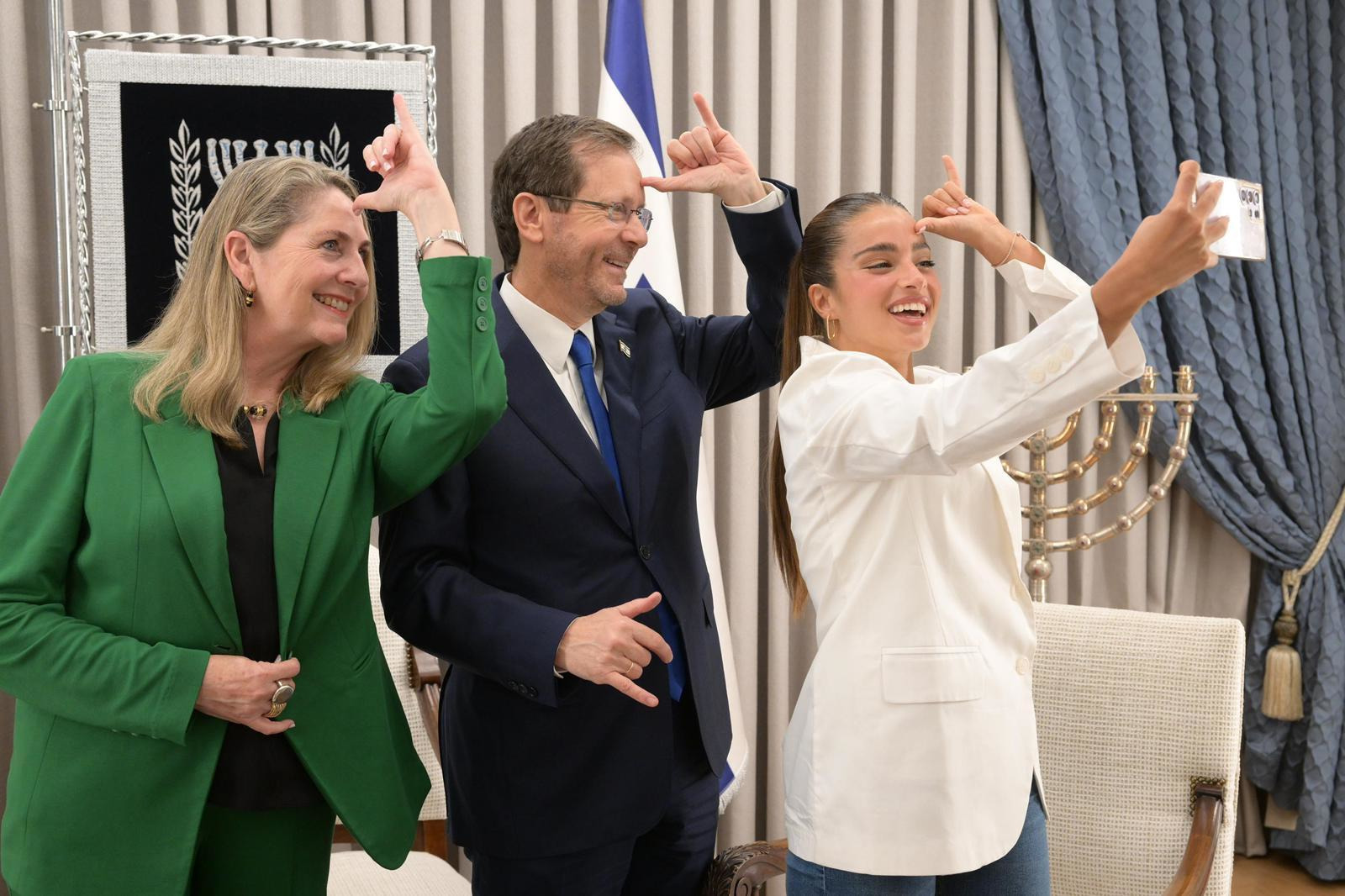
Noa Kirel podczas spotkania z prezydentem Izraela Jicchakiem Herzogiem i jego żoną Michal demonstrując ruch z choreografii utworu (kwiecień 2023)

Kompozycja reprezentowała Izrael w 67. Konkursie Piosenki Eurowizji w Liverpoolu. Piosenka została zaprezentowana podczas pierwszego półfinału i awansowała do finału. Podczas finału utwór został zaprezentowany jako 23 z kolei, otrzymał 177 punktów od jury i 185 punktów od widzów, ostatecznie z liczbą 382 punktów, singel znalazł się na 3. miejscu.
Do piosenki został zrealizowany teledysk, za którego reżyserię odpowiada Indy Hait. Premiera klipu odbyła się 8 marca 2023 roku podczas programu HaSzir Szejlanu Erowizjon nadawanego na żywo na kanale Kan 11 oraz równocześnie w serwisie YouTube.

## Lista utworów
| Digital download / media strumieniowe | Digital download / media strumieniowe | Digital download / media strumieniowe |
| Nr                                    | Tytuł utworu                          | Długość                               |
| ------------------------------------- | ------------------------------------- | ------------------------------------- |
| 1.                                    | „Unicorn”                             | 2:51                                  |

## Notowania na listach przebojów
| Kraj            | Notowanie (2023)         | Najwyższa pozycja |
| --------------- | ------------------------ | ----------------- |
| Austria         | Ö3 Austria Top 40        | 43                |
| Czechy          | Singles Digitál Top 100  | 84                |
| Finlandia       | Suomen virallinen lista  | 10                |
| Grecja          | IFPI Greece              | 3                 |
| Holandia        | Single Top 100           | 74                |
| Irlandia        | Top 100 Singles          | 37                |
| Islandia        | Tónlistinn               | 7                 |
| Izrael          | Media Forest             | 1                 |
| Litwa           | Singlų Top 100           | 6                 |
| Łotwa           | LaIPA                    | 15                |
| Norwegia        | VG-lista                 | 30                |
| Polska          | OLiS – single w streamie | 21                |
| Szwecja         | Sverigetopplistan        | 27                |
| Szwajcaria      | Singles Top 100          | 46                |
| Świat           | Billboard Global 200     | 153               |
| Wielka Brytania | UK Singles Chart         | 45                |